# 春期限定いちごタルト事件
『春期限定いちごタルト事件』（しゅんきげんていいちごタルトじけん）は2004年に創元推理文庫から刊行された米澤穂信の推理小説。
〈小市民〉シリーズの第1弾。「小市民を目指す」という目的を共有したシリーズの主人公・小鳩常悟朗と小佐内ゆきが物語の舞台となる船戸高校に入学した高校1年の1学期の出来事を描いた連作短編集。一方で、最終話「孤狼の心」はハリイ・ケメルマン著『九マイルは遠すぎる』へのオマージュであり、各話毎に小佐内の身に起きた自転車盗難事件に関する伏線を張り、最終話でその事件に纏わる顛末を描いている。

## 主な登場人物
「声」はテレビアニメ版『小市民シリーズ』での担当声優。
小鳩 常悟朗
声 - 梅田修一朗
船戸高校1年生。持ち前の推理力で問題事に首を突っ込む性分から中学生時代に痛い目にあったため、高校では小市民であろうと努めているが、図らずも自らに降りかかる謎に手をつけてしまう。
小佐内 ゆき
声 - 羊宮妃那
船戸高校1年生。常悟朗とは中学生の頃からの仲で、彼女もまた自らの本性で失敗している。常悟郎と互恵関係を結び、小市民を目指す。
堂島 健吾
声 - 古川慎
船戸高校1年生。新聞部員。常悟朗とは小学生時代の同級生だが、彼とはその時以来会っておらず、船戸高校進学を機に顔を会わすようになった。正義感に溢れた実直な性格の大柄な男。
サカガミ
声 - 村田太志
水上高校の男子生徒。優男風の男率いる水上高校生の不良グループの下っ端であり、太り気味で髭を生やしている。あるコンビニで自転車を盗まれたため、優男に凄まれ目的地に向かうため小佐内の自転車を盗む。

### 各作品の登場人物
羊の着ぐるみ
吉口
声 - 島袋美由利
船戸高校1年生。儚げな日本美人風な顔の女性。健吾とは中学が一緒のようで気安く話せる間柄。
下村
声 - 大野智敬
ポシェット捜索に駆り出された1年生。中肉中背で、卑屈そうな笑みを浮かべている。捜索開始直後に帰宅した。
高田 容一
声 - 三浦勝之
ポシェット捜索に駆り出された1年生。ガタイが良い。捜索中、健吾と待ち合わせるが捕まらず、健吾を右往左往させる。
For your eyes only
勝部 飛鳥
船戸高校3年生、美術部員。新聞部の記事で部活紹介をするために話を聞きに来た健吾に大浜の絵の話を持ちかけた。大浜に「世界で一番高尚な絵」を託されたが、2年経っても取りにこないままの絵の扱いに悩んでいる
大浜
船戸高校生の卒業生で元美術部員。油絵を描いており、 高橋由一を好み、日展を狙うほどの実力を持った技巧派で県の美術展奨励賞を受賞したことがある。
おいしいココアの作り方
堂島 知里
声 - 安済知佳
健吾の姉で、船戸高校における常悟朗らの先輩にあたる。健吾同様に彫りの深い女性。押しが強くさっぱりとしており、誰とでも言葉を交わせば友達と認める程友好的な性格。

## あらすじ・収録作品
自らの本性によって中学で手痛い失敗を経験し、船戸高校へ進学した小鳩常悟朗と小佐内ゆき。彼らは自らの本性をひた隠し、「小市民」として日々の安寧を得るため、困ったときには互いを言い訳に利用する互恵関係を築いていた。しかし常悟朗は、目の前に現れた問題事に対して図らずも抑えていた推理癖を発揮し、謎を解き明かしていくことになる。
羊の着ぐるみ
常悟朗と小佐内が船戸高校に入学してから半月後の放課後、小佐内とクレープ屋に向かおうとしていた常悟朗は、同級生の堂島健吾に呼ばれ、有志の男子生徒2名と共に、1年女子の吉口の盗まれたポシェットを探すことになった。学校内を隈なく捜索しても見つからない中、常悟朗は持ち前の推理力でポシェットを盗んだ犯人とその背景を紐解いていく。

For your eyes only
船戸高校に入学してから1か月、常悟朗が健吾の相談に応じる約束をし、小佐内と「春季限定いちごタルト」を買ったその日、小佐内の自転車がサカガミと呼ばれる他校生に盗まれてしまう。
次の日、健吾に美術部に呼び出された常悟朗は、先輩の美術部員の勝部が、かつての部長・大浜に2年前から預かったきりの2枚の絵を処分するかどうかを決めるため、絵の価値の有無を調べる。しかし、本格的な絵を描いていたという大浜のその絵は、「世界で一番高尚な絵」と称しながらも出来はお世辞にも秀逸とは言えない上に、2枚とも中身が同じ田園風景が描かれていた。

おいしいココアの作り方
盗まれた自転車が五百旗頭（いおきべ）という学生のアパートで印鑑を盗まれた事件で使用されたことが判明し、小佐内は生徒指導室に呼び出される。5月の日曜日、携帯ショップから出た小佐内と偶然会った常悟朗は、小佐内を励ますため自家製ヨーグルトが美味しい店に誘ったところ、絵の一件のお礼がしたいという健吾に自宅に招かれる。2人は健吾から一工夫手がけた「おいしいココア」を振る舞われる。健吾の元から離れ、健吾の姉・知里と台所で3人きりとなったとき、知里はシンクが乾いており、ココアを溶くのに使ったスプーンしかないと指摘。健吾が鍋を使わずに温めたミルクでココアを作った事実に直面した3人は、健吾が如何にして「おいしいココア」を作ったのかという謎に頭を働かせる。

はらふくるるわざ
理科Iのテストで中間考査全科目が終了した放課後、小佐内にお気に入り過ぎたという理由で二度と行かないと誓ったというケーキ店〈ハンプティ・ダンプティ〉に誘われた常悟朗。小佐内に何かがあったと察した常悟朗は、突然教室の後ろのロッカーから栄養ドリンクの瓶が落ちて割れた話を聞く。その後、忘れた携帯を取りに学校に戻った常悟朗は、小佐内の教室を検証し、栄養ドリンクが落ちた狙いを知る。
孤狼の心
小佐内の自転車が路上の下り坂の道に捨ててあったことが判明し、常悟朗と二人で回収しに行く。2人はサカガミが急いで目的地に向かう途中に故障した自転車を捨てていったと推理したが、下り坂から見える行先は山越えの道と、田園地帯を抜けて町に向かう道しかなかった。やがて常悟朗はサカガミが急いで向かった場所に見当をつけたが、これまでの受難から小佐内は抑えていた本性を前面に出し、サカガミ達への復讐に走ってしまう。小佐内の危機を察した常悟朗は健吾を呼び出し助けを求めるが、小市民を目指してからの常悟朗への反発もあって取り合わない。常悟朗は小佐内の危機を健吾に認識させるため、推理を繰り広げていく。

### 事件の真相
サカガミが小佐内の自転車を盗んでまで急いでいた理由は、木良北自動車学校に向かうため所定の道筋を通る送迎バスに乗車するためだった。そして彼に関する言動から常悟朗が推理した不良グループの目的は、五百旗頭のアパートから盗んだ印鑑を使い、市役所から不正に取得した住民票でサカガミを五百旗頭として自動車学校に通わせ、20歳以上の身分証明書代わりに使える自動二輪免許を取得し、金稼ぎに利用することだった。目的を突き止めた常悟朗と健吾はサカガミのいる自動車学校に急行するが、既に小佐内がサカガミらの不正の証拠を写真に収めていた。こうして小佐内らの働きかけでサカガミ達は有印公文書偽造の罪を暴かれ逮捕されることとなった。この一件で小市民の誓いを破ったことを反省する常悟朗と小佐内だったが、ケーキ店で痴話喧嘩のカップルが小佐内に水を掛けてしまったことで、また本性を発揮してしまう。

## 制作

### 題名
プロットの段階では「小鳩くんと小佐内さん」という題名であり、執筆が進んだときに「狐狼の心」へと改題した。これではハードボイルドすぎて作品の雰囲気に合わないと思っていた矢先、米澤は作中に登場するいちごタルトに着目し、アントニイ・バークリーの古典的名作『毒入りチョコレート事件』をもじった「限定版いちごタルト事件」に変えたいと担当編集者に伝えた。すると、営業部から「『限定版』とつけると書店から『普及版もあるの？』と聞かれるとまずい」という声が寄せられたため、「春期限定いちごタルト事件」に決まった。